# Sanskryt klasyczny
Sanskryt klasyczny – język średnioindyjski, jedna z postaci sanskrytu, wywodząca się z języka wedyjskiego. Trwał od II do XVI wieku nowej ery. 
Pierwszą gramatykę sanskrytu klasycznego opracował Panini.